# Герб Барселуша
Ге́рб Барсе́луша — офіційний символ міста Барселуш, Португалія. Використовується як територіальний герб. У синьому щиті золотий міст з кренеляжем і п'ятьма арками. Він стоїть у воді, зображеній трьома срібними хвилястими смугами. Праворуч мосту срібна прямокутна вежа з червоними вікнами і брамою, а ліворуч — зелене дерево зі срібним підніжжям і срібна каплиця з дзвіницею і червоними воротами. Над мостом три золоті прямокутні вежі з червоними вікнами і золотими гостроверхими дахами. У главі щита розміщений герб Браганського дому, обабіч якого два малих герби Португалії. Щит увінчує срібна мурована міська корона з п'ятьма вежами.  Під щитом біла стрічка, на якій великими літерами напис португальською: «Barcelos» (Барселуш).  Офіційно затверджений 17 жовтня 2003 року.  

## Галерея

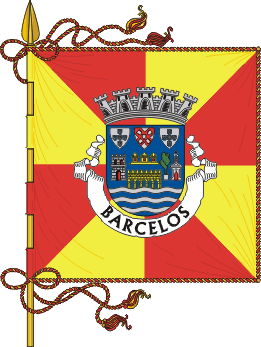
Прапор